# HMAS Sydney (R17)
För andra fartyg med samma namn, se HMAS Sydney och HMS Terrible.

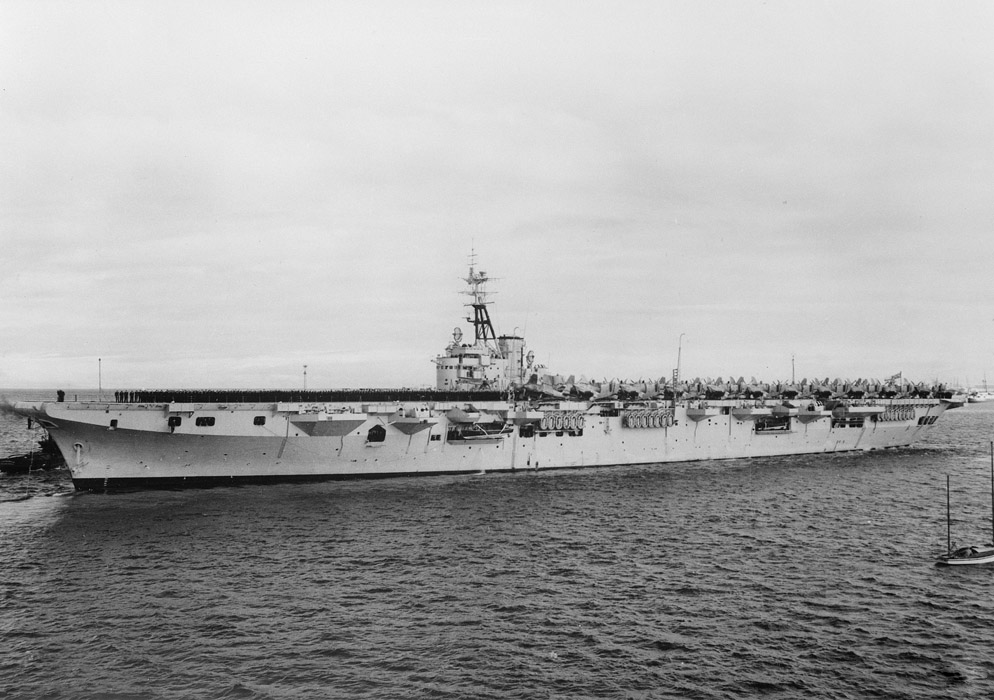
HMAS Sydney anlöper Port Melbourne, 1949.

HMAS Sydney (R17/A214/P241/L134) var ett hangarfartyg av Majestic-klass i australiska flottan. Hon byggdes för brittiska Royal Navy och sjösattes som HMS Terrible (R93) år 1944 men färdigställdes inte före andra världskrigets slut. Fartyget såldes till Australien 1947, färdigställdes och togs i tjänst i australiska flottan som Sydney år 1948.
Sydney var den första av tre konventionella hangarfartyg att tjänstgöra i australiska flottan och opererade som flottans flaggskepp under hennes tidiga karriär. Från slutet av 1951 till början av 1952 opererade hon utanför Koreas kust under Koreakriget, vilket gjorde hennes till det första hangarfartyget ägt av en dominion i Samväldet, och det enda hangarfartyget i australiska flottan, att tjänstgöra i krig. Hon tjänstgjorde som träningsfartyg efter ankomsten av hennes moderniserade systerfartyg HMAS Melbourne år 1955. Sydney förblev i tjänst fram till 1958 då hon ansågs överflödig och placerades i reserven.
Behovet av transportkapacitet gjorde att fartyget modifierades för tjänsten som en snabb trupptransport och togs åter i tjänst 1962. Sydney användes till en början som övningsfartyg och en enda proviantleverans i stöd för Malaysias försvarspolitik mot Indonesien, men 1965 genomförde hon sin första resa till Vũng Tàu dit hon transporterade soldater och utrustning för att verka i Vietnamkriget. 25 resor till Vietnam gjordes mellan 1965 och 1972. Hon fick därefter smeknamnet "Vung Tau Ferry".
Sydney utrangerades 1973 och ersattes aldrig. Trots flera planer på att bevara hela eller delar som ett museifartyg, turistattraktion eller parkeringen, såldes hangarfartyget till ett sydkoreanskt stålverk för skrotning 1975.